# Marie-Joseph Erb
Pour les articles homonymes, voir Erb.
Marie-Joseph-Georges Erb, né le 23 octobre 1858 à Strasbourg et mort le 9 juillet 1944 à Andlau (Bas-Rhin), est un compositeur et organiste français.

## Biographie
Il est l'enfant de Marie-Georges Erb (1815-1886), directeur de l'École Normale Saint-Jean à Strasbourg, organiste de l'église Saint-Jean et de Anne-Marie Caroline Herrmann (1819-1881).
Il étudie à l'Institut Belley-Mougel à Strasbourg puis l'école Niedermeyer à Paris de 1874 à 1880. Il a pour maître : Camille Saint-Saëns, Gabriel Fauré, Charles-Marie Widor et l'organiste Eugène Gigout. À son retour il les fait connaitre en Alsace.
En 1882 , à Châtenois (Bas-Rhin)  il fonde avec l'abbé Charles Hamm la Société alsacienne de musique religieuse.
De 1883 à 1890 il est organiste à l'église Saint-Georges à Sélestat (Bas-Rhin).
En 1884, il succède à son père en devenant titulaire de l'orgue de l'église Saint-Jean à Strasbourg. Il y fait construire une orgue de la maison Rinckenbach d'Ammerschwihr. Il participe à la création de la revue Caecilia qui est une revue de musique liturgique destinée aux chorales paroissiales d'Alsace. Pendant l'été, il rencontre à Weimar Franz Liszt et  se perfectionne auprès de lui. Il lui dédicace un recueil de pièces pour piano "Images et légendes d'Alsace" (Bilder und Sagen aus dem Elsass).
.En septembre 1887 il se marie avec Marie Cécile Adam (1862-1923).
En 1888, nait son fil Jean et le 28 novembre 1891 sa fille Marguerite Jeanne.
Il adhère au Cercle saint Léonard créé en 1892 par Charles Spindler et au Kunschthâfe (Kunsthâfe ou Kunschthaffe, la Marmite des Arts, 1896-1909), créé le 26 septembre 1896 par Auguste Michel.
Le 18 juillet 1903, son fil Jean décède.
À partir de 1908, le compositeur se lie d'amitié avec Albert Schweizer. Ils participent ensemble à quelques projets de restauration d'orgue. Le médecin joue de cet instrument.
En 1910 il devient professeur d'orgue et de composition au Conservatoire de Strasbourg, puis à partir de 1919, celle des classes de piano supérieur et de théorie musicale. Il prendra sa retraite en 1937.
En 1923, il se remarie avec Juliette Fey, une de ses élèves, dont il a eu un fils, Jacquesné à Nancy en 1920.
En janvier 1939 il reçoit la Croix de la Légion d'Honneur.
Lors de l'évacuation de Strasbourg, il dépose ses manuscrits à Barr (Bas-Rhin) chez le Pasteur Schultz puis en octobre se rend en Dordogne rejoindre sa famille à Périgueux (Dordogne) et tient le grand orgue à la Basilique de Périgueux (Dordogne). Il revient en Alsace occupée en octobre 1940.
Début 1943, il a de sérieux problèmes de santé (décollement de la rétine, grippe, pneumonie) qui l'affaiblissent. Il part en convalescence à Andlau (Bas-Rhin).
Il décède le 9 juillet 1944 à Andlau (Bas-Rhin). Il est inhumé au cimetière Saint-Gall de Strasbourg (Koenigshoffen). La haute stèle cubique de son monument funéraire porte une plaque avec le portrait du défunt de profil, signé du sculpteur René Hetzel.

## Hommages
Une place de Strasbourg, dans le « quartier des musiciens », porte son nom. Une plaque à sa mémoire est posée à l'intérieur de l'église Saint-Jean de Strasbourg..

## Œuvres

### Œuvres pour piano à 2 mains
- opus 9 : Bouquet musical, 4 pièces, 1882, éd. Hamelle (Paris)
- opus 10 : Dix préludes en forme de valses (dédié à Léon Boëllmann), 1883, éd Hamelle (Paris)
- opus 11 : Dix feuillets d'album, 1883, éd. Hamelle (Paris)
- opus 12 : Images et légendes d'Alsace = Bilder u. Sagen aus dem Elsass (dédié à Franz Liszt), 1884, éd. Breitkopf & Härtel (Leipzig)
- opus 13 : Nöel en Alsace, 2 cahiers, 1884, éd. Hug (Zurich)
- opus 14 : Deux impromptus - Valses, 1884, éd. Hamelle (Paris)
- opus 16 : Trois pièces, 1884, 1884, éd. Hamelle (Paris)
- opus 17 : Deux pièces, 1884, éd. Hamelle (Paris)
- opus 36 : Quatre pièces, 1890, éd. Fürstner (Berlin)
- opus 37 : Cinq bagatelles, 1891, éd. Kistner (Leipzig) 1895
- opus 38 : Deux pièces, 1892, éd. Fürstner (Berlin)
- opus 39 : Drei Klavierstücke : 1. Sérénade burlesque ; 2. Gedenkblatt ; 3. Gavotte, 1893, éd. Fritz Schuberth jr (Leipzig ; Hamburg)
- sans n° : Berceuse, 1892 à 1900, éd. Durand (Paris)
- sans n° : Canzonetta, 1892 à 1900, idem
- sans n° : Petite alsacienne, idem
- sans n° : Minuetto, idem
- sans n° : Intermède, idem
- sans n° : Laendler, idem
- sans n° : Tambourin, idem
- sans n° : Chant du ménestrel, idem
- sans n° : Pastourelle, idem
- sans n° : Petite chanson en mineur, idem
- sans n° : Idylle-Étude, idem
- opus 42 : Trois pièces, 1893, éd. Schuberth (Leipzig)
- opus 43 : Aubade-valse, 1893, éd. Reinecke (Leipzig)
- opus 43 : Sérénade espagnole, 1893, éd. Simrock (Leipzig ; Berlin)
- opus 43 : Gavotte-Humoresque, 1893, éd. Hansen (Copenhague)
- opus 44 : Deux pièces, 1893, éd. Fritzsch (Leipzig)
- opus 46 : Cinq pièces: Caprice-chanson, Scherzino, Page d'album, Minuetto, Refrain slave, 1894, éd. Williams, Joseph (London)
- Opus 48 : Trois pièces: Valse lente, Ich liebte dich, Frühlingslied, 1894, éd. Schuberth (Leipzig)
- Opus 49 : Trois pièces: Impromptu-valse, Cortège champêtre, Chœur rustique (dédié à Clotilde Kleeberg), 1894, éd. André (Offenbach a. Main)
- Opus 52 : Deux pièces, 1894, éd. Gloess (Mulhouse)
- Opus 54 : Quatre pièces pour piano à 2 mains, 1895, éd. Hamelle (Paris)
- Opus 56 : Sechs Klavierstücke, 1897, éd. Kahnt (Leipzig)
- sans n° : Elsässische Bauernhopser, hopser d'Alsace, dédié à Henri Ungemach, 2 p, publié in Kunsthâfe-Album 1899, Imprimerie Alsacienne anc. G. Fischbach
- sans n° : D'r Fischer, Gedicht von G. Stoskopf in Elsässer Mundart, dédié à Anselme Laugel, 2 p, publié in Kunsthâfe-Album 1899, Imprimerie Alsacienne anc. G. Fischbach
- sans n° : 3 pièces pour piano à 2 mains, 1899, éd. Williams (Londres) Music C° (Boston, USA)
- Opus 57 : Douze pièces pour la Jeunesse, réduction à 2 mains (no 4 : La forêt et le coucou), 1900, éd. Janin (Lyon)-Delrieu (Nice) ; no 4 : La forêt et le coucou, Nice : éd. Delrieu et Cie, 1969, collection FACYL, no 425
- Opus 59 : Deux pièces, 1901, éd. J. André (Offenbach a. M.)
- Opus 62 : Six pièces pour piano à 2 mains : Prélude, Pensée d'automne, Laendler, Hymne, Madrigal, Musique nocturne, 1903, éd. J. André (Offenbach a. M.)
- Opus 67 : Cinq pièces : Toccatina, Lai d'Amour, Ronde de nuit, Aubade d'octobre, Menuet galant, 1905, éd. J. André (Offenbach a. M.)
- Opus 72 : Noël, pièce pour le piano, 1907, éd. Wolf (Strasbourg)
- Opus 81 : Six pièces pour piano = Sechs klavierstücke zu zwei handen: 1.Valse à l'orientale ; 2. Douleur bercée ; 3. Nordisches Menuett ; 4. Notturno ; 5. Ländler am abend ; 6. Humoresque = Humaoreske (dédiée à Paul Moeckel), 1911, éd. Hug Co. (Leipzig/Zurich) copyright 1913
- sans n° : Deux valses alsaciennes, 1919, Paris : éd. Durand & Cie ; Londres : United Music Publishers Ltd ; Philadelphia, Pa (USA) : Elkan-Vogel C°, 1948, 4 p
- sans n° : "En Alsace" suite pour le piano : 1) Le dimanche soir les filles d'Alsace chantent au loin ; 2) Les ruines de l'Abbaye de Murbach ; 3) La chanson du Finkwiller, 1921, éd. Leduc (Paris) 1923
- sans n° : "Printemps d'Alsace", sonate pour le piano (dédiée à Alphonse Foehr), 1922, éditeur (?)
- sans n° : Deux danses d'Alsace : 1) Hopser ; 2) Maïja, 1924, éd. Evette et Schaeffer-Leduc (Paris)
- sans n° : Pièces pour la jeunesse, 1933, éditeur (?)
- sans n° : Visions de voyage d'un petit pianiste, recueil de pièces pour la jeunesse, collection de six morceaux très faciles pour piano : 1. Parmi les fleurs ; 2. Lentement un petit attelage passe ; 3. cloches matinales ; 4. vieille pastourelle ; 5. en auto ; 6. fanfare villageoise, 1937, éd. Georges Delrieu et Cie (Nice)

### Œuvres pour piano à 4 mains
- Opus 6 : Six pièces, 1882, éd. Hamelle (Paris)
- Opus 8 : Suite de Pièces, 1883, inédit / éditeur (?)
- Opus 19 : Danses et pastorales alsaciennes, 1884, éd. Hug (Zurich)
- Opus 20 : Quatre feuillets d'album (dédié à Marie Jaëll), 1884, éd. Hug (Zurich)
- Opus 51 : À prima vista = At first sight, 2 cahiers, 1894/95, éd. Bosworth (Londres ; Bruxelles)
- Opus 57 : Douze pièces pour la jeunesse à quatre mains , 1900, Delrieu (Nice)
- sans n° : Trois valses pour 2 pianos (dédié à M-L Böelman et Jean Huré), 1919, inédit / éditeur (?)

### Œuvres pour grand orgue
- Opus 70 : 1re Sonate sur des motifs liturgiques "Salvador Mundi" (dédié à Eugène Gigout), 1905, éd. Junne-Schott (Bruxelles) ; Procure générale de Musique religieuse, Paris
- Opus 71 : Prière sur le motif du "Pater" : "Gib uns heute täglich Brot", pour orgue et violon, 1906, éd Otto Junne, Leuckart (Leipzig) ; éd Walhall, 1997
- Opus 73 : 20 pièces pour orgue, Prélude,, interludes, postludes, etc = Zwanzig Orgelstücke (Präludien, Interludien, Postludien, etc., 1907, ed L. Schwann, 1908 (Düsseldorf ; NewYork bei J. Fischer & Bro.) ; 3 pièces publiées in Musique pour orgue d'Alsace de quatre siècles, Liber organi XVI, ED 9361, éd. Schott (Mainz), 2002 : Choralpraeludium "Es ist ein Ros entsprungen" ; Méditation sur "Dies irae" et "Lux aeternam" ; Impromptu "Puer natus est nobis"; opus 73 no 3 Marche nuptiale, enregistrement
- Opus 74 : 80 Pièces brèves pour orgue sur des thèmes grégoriens, 1907, F. X. Le Roux (Strasbourg)
- Opus 75 : Douze postludes = 12 Nachspiele, 1908, L. Schwann (Düsseldorf)
- Opus 82 : 2e sonate "Mater Salvatoris" (dédié à Joseph Bonnet), 1912, Leduc (Paris)
- Opus 82b: Angélus pour orgue et violon, 1912, Sénart (Paris)
- Opus 83 : Suite liturgique, 1913, éd musicales de la Schola Cantorum (Paris)
- Opus 88 : Méditation pour orgue et violoncelle, 1916, Alfred Coppenrath - H. Paweleck (Regensburg) ; 1911, Otto Gauss in Orgel-Konzert, Sammlung alter und neuer Kompositionen für Orgel, Serie 2, no 13
- Opus 90 : Suite pour grand orgue et violoncelle : Alleluia, Pastorale, Cantilène, Ite Missa est (dédié à Joseph Bonnet), 1916, Boston Music Cie (Boston, États-Unis) ; Costallat (Paris)
- sans n° : Duo pour orgue (dédié à Fernand Rich), 1916, inédit / éditeur (?)
- sans n° : Offertoire pour faire suite au Crédo du Ve ton (dédié à Jean Huré), 1925, inédit / éditeur (?)
- sans n° : Cinq pièces pour orgue ou harmonium sur des motifs grégoriens (supplément à la revue Sainte Cécile 1927), 1926, Procure générale de musique religieuse (Paris)
- sans n° : Huit Postludes - Sorties, 1926, F. X. Le Roux (Strasbourg)
- sans n° : 3e Sonate "Veni Creator" (dédiée à Charles-Marie Widor) : 1.Veni Creator spiritus ; 2. Verbum supernum (o Salutaris) ; 3. Pange Lingua (Tantum ergo) ; 1927, Paris, New-York : éd Salabert-Sénart (collection Maurice Sénart), 1950, 12 p
- (Verbum supernum de la sonate pour orgue publié dans l'album musical, supplément au Monde musical du 30 avril 1931)
- sans n° : Symphonies grégoriennes, 2 cahiers, 1936, inédit / éditeur (?)
- sans n° : 1re Sonatine pour orgue et cor anglais, 1940, inédit/ éditeur (?)
- sans n° : 2e sonatine pour orgue et cor anglais, 1940, inédit / éditeur (?), dédié à Norbert Dufourcq
- sans n° : Trois pièces : Romance,Albumblatt, Chant héroïque (dédié à Fernand Rich) ; Capriccio no 1 ; Capriccio no 2 (dédié à Joseph Kuntz), 1941, inédit / éditeur (?)
- sans n° : Quatre pièces : Canzone phrygienne, Pastorale, Intermezzo, Toccata, dédié à B. de Miramon Fitz-James, 1942, inédit / éditeur (?)
- sans n° : Fantasia publiée in Oberrheinisches Orgelbuch : werke zeitgenössischer meister (Livre d'orgue du Haut-Rhin, œuvres des maitres contemporains), Herbert Haag, éd Willy Müller (Heidelberg) 1943, p. 41-45

### Musique de chambre
- Opus 4 : Deux pièces pour piano et violon, 1882, Hamelle (Paris)
- Opus 21 : 1re Sonate en mi mineur pour piano et violon (dédié à Edouard Risler), 1885, Universal (Vienne)
- Opus 22 : Suite de six pièces pour piano et violon, 1885, inédit / éditeur (?)
- Opus 24 : Suite pour piano et clarinette, 1885, inédit / éditeur (?)
- Opus 26 : Octuor pour quatuor à cordes, contrebasse, clarinette, cor et basson : prélude, Madrigal, Berceuse, Gavotte, 1886, inédit / éditeur (?)
- Opus 27 : Trio en fa dièze mineur, 1886; inédit / éditeur (?)
- Opus 28 : Phantasie-Tänze pour piano à 4 mains, violon et violoncelle, 1890, inédit / éditeur (?)
- Opus 31 : Sonate pour piano et violoncelle, 1890, inédit / éditeur (?)
- Opus 32 : 2e Sonate pour piano et violon, 1892, éd. Salabert-Sénart (Paris)
- Opus 33 : 1er Quatuor à cordes en fa mineur, dédié à Alfred Grégoire, 1890, inédit / éditeur (?)
- Opus 34 (?) Sonate pour piano et cor, 1892, inédit/ éditeur (?)
- Opus 45 : Suite pour violon et piano, Menuet, Capricietto, Arietta, Orientale, 1894, éd. Universal (Vienne)
- Opus 47 : Quatre pièces pour piano et violon, Aubade-Caprice, Lai d'Amour, Valsette, Souvenance (dédié à Albert Gross), 1894, inédit / éditeur ?
- Opus 60 : Deux pièces pour piano et violoncelle, 1901, inédit / éditeur ?
- Opus 63 : Trois pièces pour piano et violoncelle, 1903, inédit / éditeur ?
- Opus 64 : Trois pièces pour piano et violoncelle, 1904, éd. André (Offenbach a. Main)
- sans n° : Trois pièces pour quatre violoncelles, 19.. ?, éd. André (Offenbach a. Main)
- Opus 86 : 2e Quatuor à cordes en fa majeur, 1914, éd. Salabert-Sénart (Paris)
- Opus 100 : 3e sonate pour piano et violon, 1922, éd. Salabert-Sénart (Paris)
- sans n° : Valse alsacienne n °1 pour le piano, 1919, éd. Durand (Paris),
- Valse alsacienne no 1, arrangement pour trio : piano, violon et violoncelle, 1919 ; inédit / éditeur (?)
- sans n° : Trois danses pour piano et flûte,1933, inédit / éditeur ?
- sans n° : Danse d'Alsace, "Hopser" pour le piano, 1934, éd. Leduc (Paris)
- Danse d'Alsace, "Hopser", arrangement pour trio (piano, violon et violoncelle), 1934, éditeur ?
- Danse d'Alsace, "Hopser", arrangement pour quatuor (piano, 1er violon, 2e violon et violoncelle), 1934, éditeur ?
- sans n° : Trois pièces pour orchestre de chambre : 1) Prélude ; 2) Danse ; 3) Sérénade de Méphisto (dédiées à Théodore Gérold), 1935, éditeur ?
- sans n° : Trois pièces pour quatuor de saxophones : 1) Valse lente ; 2) Choral dorien ; 3) Ronde, 1935, éditeur ?
- sans n° : Sonatine pour flûte et alto (dédiée à Charles Riegert), 1939, éditeur ?
- sans n° : Pièces pour harpe, 1939, éditeur ?
- sans n° : Aria et Allegro fantastico pour cor et harpe, 1941, éditeur ?
- sans n° : Deux Danses alsaciennes pour harpe et saxophone : 1) Paduana ; 2) Tambourin, 1942, éditeur ?

### Musique symphonique
- Opus 23 : 1re Symphonie en do mineur pour grand orchestre, 1885, inédit / éditeur (?)
- Opus 29 : Suite en ré mineur pour grand orchestre : Praeludium, Gavotte, Canzone, Marsch, 1885, Reinecke (Leipzig)
- Opus 30 : Suite Symphonique pour grand orchestre, 1887, inédit / éditeur (?)
- Opus 50 : Le géant Schletto, poème symphonique d'après une légende alsacienne ; pour grand orchestre, 1894, inédit / éditeur (?)
- Opus 58 : Cachucha pour grand orchestre, dédié à Alfred Lorentz, 1896, inédit / éditeur (?)
- sans n° :  Caprice-Chanson (opus 46 pour le piano), 1896, éd. Williams, Joseph (London)
- Opus 77 : 2e Symphonie en fa majeur : Speravi, pour grand orchestre et orgue, 1908, inédit/ éditeur (?)
- opus 84 : 3e Symphonie en sol majeur pour grand orchestre, 1912 à 1913, inédit/ éditeur (?)
- sans n° : Images d'Alsace, trois poèmes symphoniques pour grand orchestre : 1) la Cathédrale au soleil couchant, 2) Sainte-Odile, 3) le Pfyfferday de Ribeauvillé, 1920, éd. Association des Amis de Marie Joseph Erb, 1968
- sans n° : Valse alsacienne no 2 pour le piano, 1920, éd. Durand (Paris)
- arrangement pour orchestre restreint, 1922, inédit/ éditeur (?)
- sans n° : En Alsace, Suite de trois pièces pour le piano : Le dimanche soir les filles d'Alsace chantent au loin, Les ruines de l'Abbaye de Murbach, La chanson du Finkwiller, arrangement pour grand orchestre, 1922, éd. Leduc (Paris)
- sans n° : En Dordogne, trois pièces pour orchestre à cordes : Carillon obsédant, Consolation, Scherzo de l'Evacué, dédié à E.-G. Munch, 1939, inédit / éditeur (?)
- sans n° : Prélude et Fugue en do mineur pour grand orchestre, dédié à Ernest Bour, 1942, inédit / éditeur (?)

### Musique religieuse
- Opus 5 : Laudate 10 Cantiones variae à 4 voix mixtes, 1881, F. X. Le Roux (Strasbourg)
- Opus 7 : Messe en l'honneur de Sainte-Odile pour chœur et orgue, 1883, Schwann (Düsseldorf)
- Opus 68 : Motet pour chœur et orgue "Tu es Petrus" pour chœur et orgue, 1905/06, Schwann (Düsseldorf)
- Opus 78 : Missa Solemnis in hon. Sancti Joann. Baptistae, à 6 voix mixtes et orgue, 1908, éd. Copenrath-Paweleck (Regensburg)
- Opus 79 : 20 Offertoires à 3 voix mixtes et orgue, dédié au Chanoine Victori, 1908, éd. Schwann (Düsseldorf)
- Opus 80a : Tu es Petrus, à 4 voix d'hommes, orgue et trombones, 1909, éd. Leuckart (Leipzig)
- Opus 85 : Missa in hon. Sancti Leonie IX à 4 voix d'hommes, orgue et trombones, 1909, éd. Leuckart (Leipzig)
- sans n° : Benedictus, 1909, éd F. X. Le Roux et Cie
- Opus 89 : Missa "Dona nobis pacem" à 4 voix mixtes et orgue, Messe pour chœur, orgue et orchestre, 1914, éd Union Sainte Cécile, 1982, 10 p ; ou à 4 voix mixtes, orgue et orchestre, dédié à Martin Vogeleis, 1914, éd. Coppenrath-Paweleck (Regensburg ; Altötting - Allemagne) ;
- Opus 91 : Cantate de Pâques pour chœur à 4 voix mixtes, chœur à l'unisson, solo et orgue, 1916, inédit / éditeur ?
- Opus 92 : Cantate de Nöel pour chœur à 4 voix mixtes, chœur d'enfants, chœur à l'unisson, solo et orgue, 1917, inédit / éditeur ?
- Opus 93 : Cantate de Pentecôte, pour chœur à 4 voix mixtes, chœur à l'unisson et orgue, 1917, inédit / éditeur ?
- Opus 94 : Deux Elégies religieuses "Aux morts pour la Patrie" pour chant, orgue et violoncelle, 1918, inédit / éditeur ?
- Opus 95 : Missa Dominicalis à une voix, 1918, inédit / éditeur ?
- Opus 98 : Missa "Requiem aeternam" à 2 voix égales, 1920, éd. F. X. Le Roux (Strasbourg)
- sans n° : Psaume 150 à 4 voix d'hommes, 1923, éd. F. X. Le Roux (Strasbourg)
- sans n° : Messe St Jérome à 4 voix égales, 1924, éd. F. X. Le Roux (Strasbourg)
- sans n° : Messe St Louis de Gonzague à l'unisson, 1924, éd. F. X. Le Roux (Strasbourg)
- sans n° : Messe St Curé d'Ars à 4 voix égales, 1925, éd. F. X. Le Roux (Strasbourg)
- sans n° : Messe Ste Thérèse de l'Enfant Jésus à 2 voix égales, 1925, éd. F. X. Le Roux (Strasbourg)
- sans n° : Motet "Sacerdos et Pontifex" à 4 voix mixtes, 1925, éd Union Sainte Cécile, 1947 ;
- Sacerdos et Pontifex à 4 voix d'hommes et orgue, ou harmonium, dédié à Joseph Kuntz, éd. 1925, F. X. Le Roux (Strasbourg)
- sans n°: Messe "Gaudeamus in Domino" à 4 voix égales et orgue, 1930, éd. F. X. Le Roux (Strasbourg)
- sans n° : Complies, pro choro et organo, 1930, éd. Real Collegio Seminario de Valencia (Espagne)
- sans n° : Vesperae de Dominica, pro choro et organo, 1930, éd. Real Collegio Seminario de Valencia (Espagne)
- sans n° : Missa "Salve Regina" 1) à 4 voix mixtes et orgue
- 2) Missa "Salve Regina" à 2 voix égales sopranos et altos
- 3) Missa "Salve Regina" à 2 voix égales, ténors et basses (dédié à Félix Raugel), 1931, éd. Procure de musique religieuse / Procure du Clergé (Paris)
- sans n° : Missa "Stabat Mater" à 2 voix égales et orgue, 1932, éditeur ?
- sans n° : Hymne en l'honneur du Bienheureux Juan de Ribéra, pro choro et organo, 1933, éd. Real Collegio Seminario de Valencia (Espagne)
- sans n° : Huit motets à 4 voix mixtes et orgue : O salutaris Hostia ; Panis angelicus ; Tantum ergo ; Ave Maria ; Christus vincit ; Cantate Domino ; Laudate Dominum ; Deus Israël, 1934, éd. Procure de musique religieuse (Paris) ; Cantate domino, éd Union Sainte Cécile, 1982, 2 p, ref USC448
- sans n° : Missa "Alleluia" à 4 voix d'hommes (dédiée au Chanoine Hoch), 1934, éd. Procure de musique religieuse (Paris)
- sans n° : "Magnificat" à 4 voix d'hommes et orgue et harmonium, 1936, éd. Holy Heart Seminary Halifax (Canada)
- sans n° : "Benedictus sit" à 4 voix d'hommes et orgue ou harmonium, 1936, éd. Holy Heart Seminary Halifax (Canada)
- sans n° : Cinq motets à 4 voix mixtes et orgue, 1937 : Ave verum ; Ave Maria, éd. F. X. Le Roux ; Tu es Petrus, éd Union Sainte Cécile, 1982 ; Tantum ergo, ed F. X. Le Roux ; Laudate Dominum, éditeur ?
- sans n° : Missa "In te Domine, speravi" à 4 voix mixtes et orgue, 1937, éd. Procure générale, 5 rue de Mézières, Paris
- sans n° : "Da pacem, Domine" à 3 voix mixtes et orgue, 1940, éd F. X. Le Roux
- sans n° : "Da pacem, Domine" à 4 voix mixtes, éd Union Sainte Cécile, 1982 (USC447)
- sans n° : Missa A capella à 4 voix mixtes (dédiée au Chanoine Alphonse Hoch), 1944, éditeur ?
- sans n° : Deux élégies pour chœur mixte et soli : Ego sum ; In Paradisum, (à la mémoire de Pierre-Materne Andrès), 1944, éditeur ?

### Musique vocale

#### Mélodies avec accompagnement de piano
- Opus 3 : Drei Mädchenlieder, 1881, inédit / éditeur (?)
- Opus 15 : Deux mélodies, 1884, Hamelle (Paris)
- Opus 18 : Kleine Lieder der Liebe (Heine), 1884, éd. Hug (Zurich)
- Opus 41 : Recueil de "Lieder", 1891, inédit/ éditeur (?)
- Opus 55 : Six mélodies (textes anglais et allemands), 1895, éd. Williams, Joseph (London)
- sans n° : Buntes Brettl' Lieder : 1) Anneliese ; 2) Bombardil ; 3) Der schöne Alfred ; 1900, éd. Harmonie (Berlin)
- sans n° : Recueil de Mélodies, 1900, inédit/ éditeur (?)
- sans n° : Resignation (Baumbach), 1905, éd. Schmidt et Dubied (Strasbourg)
- Opus 65 : Cinq mélodies (5 lieder) : 1) Sehnsucht (Weiss) ; 2) So regnet es sich langsam ein (Flaischlen); 3) Glaube (Lienhardt); 4) Der Garten (Schrutz); 5) Rosenglut (Evers), 1905, éd. Bosworth (Bruxelles; Leipzig)
- sans n° : Recueil de Mélodies, 1900, inédit / éditeur (?)
- Opus 80b : Trois mélodies (Elsa Koeberlé): Je sais une maison...; La Belle au bois dormant; Je ne sais (puis) plus que chanter ton visage, amour, 1910, éd. Gallet (Paris) 1912
- sans n° : Deux berceuses d'Alsace (Riehl), 1921, éd. F. X. Le Roux (Strasbourg)
- sans n° : Cinq mélodies (Claude Odilé) : Pourquoi je vous chante ...; L'anneau d'or; Des ormes, des haies silencieuses; Des oiseaux d'or se sont croisés; Dans le jardin de rêve, 1931, inédit / éditeur ?
- sans n° : Cauchemar (Marthe Hirschfeld), 1931, éditeur ?
- sans n° : Trois mélodies : À la claire fontaine (mélodie populaire) ; Si le roi m'avait donné (Molière) ; Romance (Paul Bourget), 1931, éditeur ?
- sans n° : Trois mélodies (Roger Reignier) : Noël des humbles ; Les petits lits blancs ; Le Noël de Janine ; 1935, éditeur ?
- sans n° : Deux mélodies (Camille Schneider) : Le lendemain ; la vie des choses ; 1938, éditeur ?
- sans n° : "Images" (France Gérôme) : Printemps ; Eté ; Automne ; Hiver ; 1938, éditeur ?
- sans n° : Sonnet (France Gérôme), 1938, éditeur ?
- sans n° : Carême (France Gérôme), 1940, éditeur ?
- sans n° : La voix des mamans : 6 chansons pour grands et petits (Mireille Neyrat), 1940, éd. Neyrat (Perigueux)
- sans n° : 6 ernste Gesänge pour une voix basse et piano (ou orgue) : Kriegergrab ; Angedenken ; Brunnen ; Mutter ; Mütterliche Mauer ; Geburt der Seele (dédié à Carl Clewing en souvenir de son fils), 1941, éditeur ?
- sans n° : Drei ernste Lieder pour une voix basse et orchestre : Kriegergrab ; Angedenken ; Mütterliche Mauer (dédié à Charles Gillig), 1942, éditeur ?

#### Cantates, Cantiques en français et Chœurs
- sans n° : Cantique à la Très Sainte Vierge (15) - Reine des Cieux, éd. Union Sainte Cécile, 1885
- sans n° : Cantique à la Très Sainte Vierge (15) - En ce jour, ô bonne Madone, à 2 voix égales de femmes et orgue (dédié au Chanoine F.M. Wolff, recteur de St Georges à Schlesdadt), éd. Union Sainte Cécile, 1885
- sans n° : Cantique à la Très Sainte Vierge (15) - O Vierge toute bonne, à 3 voix égales de femmes et orgue (dédié au Chanoine F.M. Wolff, recteur de St Georges à Schlesdadt), éd. Union Sainte Cécile, 1885
- Opus 35 : "Der Sonnenweg" pour chœur mixte et orchestre (Alberta von Puttkammer), 1894, inédit / éditeur (?)
- Opus 69 : Elsässische Volkslieder arrangés pour 4 voix mixtes ; "Min Elsass" arrangés pour 4 voix mixtes (Albert Matthis), 1906, éd. Bosworth (Bruxelles)
- Opus 96 : Hymne de la Jeune Alsace a) pour chœur mixte, chœur d'enfants et orgue; b) pour chœur mixte, chœur d'enfants, orgue et orchestre (Cécile Erb), 1919, éd. F. X. Le Roux (Strasbourg)
- Opus 97 : Trois chœurs pour 4 voix d'hommes : 1) Chanson de Fortunio (Alfred de Musset); 2) Quand on perd par triste occurrence ...; 3) Chanson à boire (Ronsard), 1922, éd. J. Janin (Lyon)
- sans n° : Cantate en l'honneur de Sainte-Odile pour chœur à 4 voix et orgue (Riehl), 1920, inédit / éditeur (?)
- sans n° : Sept chœurs pour 4 voix d'hommes : 1) Le soir (Albert Gérard); 2) Chanson (Alfred de Musset); 3) Mimi Pinson (Alfred de Musset); 4) L'oraison dominicale (A. de Lamartine); 5) Les Djinns (Victor Hugo) dédié à Albert Frommer; 6) Chanson bachique (Théophile Gautier); 7) Voici la musique (D. von Liliencron), 1923 à 1925, éd. Buffet-Crampon (Leduc) (Paris)
- sans n° : Chœur pour la Bénédiction des cloches à 4 voix d'hommes, 1924, éd. F. X. Le Roux (Strasbourg)
- sans n° : Vingt-deux Cantiques français arrangés ou composés à 4 voix mixtes, 1927, éd. F. X. Le Roux (Strasbourg)
- sans n° : Hymne à Ste Jeanne d'Arc à 4 voix mixtes et orgue, 1928, éd. F. X. Le Roux (Strasbourg)
- sans n° : Deux chœurs à 4 voix d'hommes, 1930, éd. Vogelweith (Strasbourg)
- sans n° : Le Drapeau à 4 voix d'hommes (M. de Valandré), 1930, éd. Gloess (Mulhouse)
- sans n° : Quatre Chœurs à 4 voix d'hommes, vers 1930, éd. Salvator (Mulhouse)
- sans n° : Chœur à 4 voix mixtes, 1930, idem
- sans n° : Chœur pour voix d'enfants, 1930, éd. idem
- sans n° : Chœur à 4 voix d'hommes : "Mignonne allons voir si la rose" (Ronsard), 1930, éd. Francis-Moulin (Cannes)
- sans n° : "In Paradisum" : 8 Grablieder für männenchor zu 4 stimmen : Her, gib Frieden dieser Seele ; Wir stehn am Grab ; Du hast geduldet ; Nun ist dein Mund geschlossen ; Auch du bist nun dahingeschieden ; Requiem aeternam ; Pie Jesu, Domine ; Lux aeterna, 1931, éd. F. X. Le Roux & Cie (Strasbourg), 15 p
- sans n° : Villages des Vosges (Marc Lenossos), chœur à 4 voix d'hommes, 1931, inédit / éditeur (?)
- sans n° : Joli tambour (poésie populaire), chœur à 4 voix mixtes, 1932, inédit / éditeur (?)
- sans n° : Ad Telephum (Ode d'Horace), chœur à 4 voix d'hommes,, 1934, inédit / éditeur (?)
- sans n° : Trois chants pour 2 voix égales et pinao : 1) Valse alsacienne (Marthe Hirschfeld); 2) Le printemps (Charles d'Orléans); 3) Le roi d'Yvetot (Béranger), 1934, inédit / éditeur (?)
- sans n° : Le jour (Th. de Banville), chœur à 4 voix mixtes, orgue et orchestre, 1934, inédit / éditeur (?)
- sans n° : Quatre chœurs à 4 voix d'hommes : 1) Ma vieille chansonnette (Delcasso); 2) La cloche du soir (Delcasso); 3) Mai, le joli mois (Delcasso); 4) Valse alsacienne (Marthe Hirschfeld), 1935, éd. Durand (Paris)
- sans n° : Paraphrase pour chœur mixte, soli et orchestre, sur des airs populaires français et alsaciens, 1937, inédit / éditeur (?)
- sans n° : Le souvenir (Camille Schneider) chœur à 4 voix égales, 1939, inédit / éditeur (?)
- sans n° : Cantate sur le Psaume 46 pour chœur mixte, solo et orgue "Gott ist unsre Zuversicht" dédié au Pasteur Schultz, 1940, inédit / éditeur (?)
- sans n° : Sechs dreistimmige kurze Chöre für 3 gleiche Stimmen : 1) Ans Diendl; 2) In der Bucht; 3) Frühlingslied; 4) Die eitle Maid; 5) Abendgruss; 6) Ich hör ein Vöglein, 1943, inédit / éditeur (?)

### Musique de théâtre
- sans n° : Der letze Ruf, drame musical, texte de L. von Waltershausen, 1894, inédit/ éditeur (?)
- opus 40 : Der Heimweg (Le rêve et la Vie) Ballet-pantomime, scénario de M.-J. Erb, 1894, imprimé (propr. de l'auteur)
- sans n° : Der glückliche Taugenichts (L'heureux vagabond), opéra-comique en 3 actes d'après Eichendorff, texte de A. Schricker, 1898, inédit / éditeur ?
- sans n° : Abendglocken (Les cloches du soir), opéra en 2 actes, texte de G. Stoskopf, 1894, éditeur ?
- sans n° : Der Zaubermantel (Le manteau magique), féerie en 5 tableaux, texte d'Albert Borée, 1901, éditeur ?
- sans n° : Vogesentanne (L'Ex-voto dans la forêt), drame musical en un acte, texte de M-J Erb, 1904, éditeur ?
- opus 76 : Prinzessin Flunkerli, Féerie de Noël en 5 tableaux pour solos, chœur et orchestre, texte de E. Grupe-Loercher, 1903, éd. Breitkopf et Haertel (Leipzig); éd. Dubied, Strasbourg 1908
- sans n° : Daniel oder der Strassburger, musique de scène pour une comédie de E. Stoeber, 1912, éditeur ?
- sans n° : Odilia, musique de scène pour une pièce de A. Schmidlin, 1921, éditeur ?
- sans n° : L'homme de Fer, conte lyrique en 3 actes, texte et musique de M-J Erb (dédié à Pierre de Bréville), 1928, éditeur ?
- sans n° : Saxophone et Cie, farce lyrique en un acte, texte et musique de M-J Erb, 1932, éditeur ?

### Mélodies et textes en dialecte alsacien
- sans n° : D'r Fischer, pour chant et piano (texte de G. Stoskopf), 1897, éd. F. X. Le Roux (Strasbourg)
- sans n° : S'Hüsl pour chant et piano (texte de G. Stoskopf), 2p. 1897, éditeur ?
- sans n° : D'r 96er Win, pour chant et piano (G. Stoskopf), 1898, éditeur ?
- sans n° : "D'r Schnee isch furt" met Schnitterchor dans L'Ami Fritz (texte d'Erckmann-Chatrian), 1898, éditeur ?
- sans n° : Einsam Grab pour chant et piano (G. Stoskopf), 1900, éditeur ?
- sans n° : Chansons du "Chansonnier des Étudiants Alsaciens-Lorrains", 1895, dont "D'r Klewer" (texte Albert Matthis), 1914, éditeur ?
- sans n° : Zwei Schloofliedle, kinderliedel (Deux berceuses d'Alsace, chansons pour les petits) pour chant et piano, (texte alsaciens de Ferdinand Bastian et Neukirch, textes français de Riehl), 1903, éd. F.X. Le Roux (Strasbourg)
- sans n° : S'arem Näijermaidel, pour chant et piano (texte Albert Matthis), 1903, éditeur ?
- sans n° : S' Stauffernaechel, pour chant et piano (texte Albert Matthis), 1903, éd. Le Roux (Strasbourg)
- sans n° : D'r Gardawo, pour chant et piano (texte Adolphe Matthis), 1903, "pas mis en vente"
- sans n° : D'Onnemey, chanson du "Pfingschtmondaa" (Arnold), 1903, éditeur ?
- sans n° : Drei Liedle , pour chant et piano : In uns're Räwe ; D'r Win üs mine Räwe; Sieht e Bue e Maidel gern (texte de M-J Erb), 1905, éditeur ?
- sans n° : Die drey Thürme pour chant et piano (texte de Neukirch), 1904, éditeur ?
- sans n° : 10 Elsässischi Volksliedle pour 3 voix égales (10 chansons populaires alsaciennes), dont "Min Elsass" (Albert Matthis), 1921, éd. Le Roux (Strasbourg)
- sans n° : "Mer sin Franzeesch" Elsaesserlied à 4 voix (Albert Matthis), 1921, éd. in La vie en Alsace (Strasbourg)
- sans n° : "Wie ich zue de Soldate bin" pour chant et piano (texte en alsacien de G. Stoskopf), 3p. 1930, éditeur ?
- sans n° : "D'Zitt isch do, im Sungau" pour chant et piano (Philippe Guthlin), 1931, éditeur ?
- sans n° : Chrischt-Owe (Nöel des petits), texte alsacien : Neukirch ; texte français : Riehl, 1931, éd. Le Roux (Strasbourg)
- sans n° : D'blöuj Nas, pour chant et piano (texte en alsacien de G. Stoskopf), 1932, éditeur ?
- sans n° : D'r Schnäpsler, pour chant et piano (texte de G. Stoskopf), 1932, éditeur Durand  C°?
- sans n° : "Mir Liebschti" pour chant et piano (G. Stoskopf), 1932, éditeur ?
- sans n° : "Mejele, Schätzele" pour chant et piano (G. Stoskopf), 1932, éditeur ?
- sans n° : D'r Klewerplatzbrueder pour chant et piano (texte de Neukirch), 1932, éditeur ?

### Musique de scène pour pièces en dialecte alsacien
- Opus 61 : Eiferszüchtig (Schalü) = Le Jaloux, Saynète en un acte pour chant et orchestre, texte et musique de Marie Joseph Erb, 1901, J. Feuchtinger (Stuttgart)
- sans n° : S'Goldele, féerie en 5 tableaux, texte de Georges Baumann, 1923, éditeur ?
- sans n° : S'blind Reesel, féerie en 5 tableaux, texte de Georges Baumann, 1926, éditeur ?
- sans n° : D'Wihnachtswunder, féerie en 5 tableaux , texte de Georges Baumann, 1930, éditeur ?